# Napoleon Dynamite
Napoleon Dynamite è un film del 2004, diretto dal regista statunitense Jared Hess. È stato girato a Preston, in Idaho, la città in cui è ambientato il film, e riprende il protagonista di un precedente cortometraggio degli stessi produttori, intitolato Peluca. Ha debuttato al Sundance Film Festival nel gennaio 2004 ed è stato premiato agli MTV Movie Awards, allo U.S. Comedy Arts Festival e al Teen Choice Awards. In totale il film ha incassato 44,4 milioni di dollari con un budget di soli 400 000 dollari.

## Trama
Protagonista del film è Napoleon Dynamite, un ragazzo alto, riccioluto e goffo, preso in giro dai compagni di scuola perché ancora infantile. Egli vive a casa con sua nonna e il fratello Kip, interessato per lo più alle chat line e ai corsi di lotta. A scuola, Napoleon stringe amicizia con Pedro Sanchez, un nuovo studente proveniente dal Messico, e con Deb , una ragazza che nel pomeriggio scatta fotografie glamour per guadagnare qualcosina.
La nonna di Napoleon si infortuna mentre si diverte a compiere salti acrobatici con la motocicletta nel deserto: per questo motivo manda il figlio Rico a badare a Napoleon in sua assenza. Zio Rico, un ex giocatore di football americano che rimpiange il suo passato, decide di dedicarsi alla vendita porta a porta di contenitori di plastica, in collaborazione con Kip.
Fervono i preparativi per il ballo scolastico: Napoleon aiuta Pedro ad invitare Summer Wheatly, una delle ragazze più carine della scuola, ma - dato che il suo progetto fallisce - Pedro ripiega su Deb. Napoleon, invece, sceglie di invitare un'altra compagna, Trisha, che è costretta dalla madre ad accettare.
Dopo il ballo, inizia la campagna per le elezioni scolastiche: i due candidati sono Summer e Pedro, il quale ha Napoleon e Deb come unici sostenitori. Nel frattempo arriva a Preston La Fawnduh, la fidanzata di Kip, conosciuta via chat. Rico comincia a commercializzare un prodotto per l'aumento del seno e ne fa pubblicità presso le compagne di classe di Napoleon, rendendolo ancora più impopolare e creando una rottura fra lui e Deb.
Arriva il giorno della conferenza dei due candidati. Pedro sembra essere sconfitto, ma uno spettacolo di danza improvvisato da Napoleon, a corollario dell'intervento del proprio candidato, riscuote grande successo, e così Pedro viene eletto presidente.
Nell'epilogo Kip lascia Preston insieme al suo nuovo amore, la nonna di Napoleon ritorna a casa e Rico se ne torna nella sua roulotte, mentre Napoleon e Deb fanno pace. Dopo i titoli di coda, si apre una scena ambientata pochi mesi dopo: Kip si sposa con La Fawnduh e Napoleon regala loro un cavallo, affermando "Ho domato uno stallone selvaggio per voi".

## Impatto sociale
Napoleon Dynamite ha riscosso subito un grande successo, tanto che a un anno di distanza il cast è stato richiamato per girare la scena del matrimonio di Kip, che non compariva nelle prime edizioni del film.
Attori e autori son concordi nel giustificare tale impensata risonanza tra il pubblico per la facile immedesimazione nei diversi personaggi, forse tutti i "protagonisti", che la pellicola offre.

## Riconoscimenti
- 2005 - MTV Movie Awards
  - Miglior film
  - Migliore performance rivelazione maschile (Jon Heder)
  - Miglior sequenza di ballo
- 2005 - U.S. Comedy Arts Festival
  - Miglior film
- 2005 - Teen Choice Awards
  - Miglior film commedia